# Roy Pugh
Roy Travis Pugh (Jacksonville, 16 ottobre 1922 – Jacksonville, 3 agosto 2006) è stato un cestista e allenatore di pallacanestro statunitense, professionista nella NBL e nella BAA.

## Carriera
Venne selezionato dai Philadelphia Warriors nel Draft BAA 1948.